# 151 Abundantia
A 151 Abundantia a Naprendszer kisbolygóövében található aszteroida. Johann Palisa fedezte fel 1875. november 1-jén.

## Mitológia
A római mitológiában, Abundantia a jólét, a siker és a fejlődés istennője, akikről úgy tartják, hogy szerencsét és anyagi sikereket hoz mindenkinek, akinek a segítségét kéri.